# Серноај ан Бери
Серноај ан Бери (фр. Cernoy-en-Berry) насеље је и општина у централној Француској у региону Центар (регион), у департману Лоаре која припада префектури Монтаржи.
По подацима из 2011. године у општини је живело 456 становника, а густина насељености је износила 16,15 становника/km². Општина се простире на површини од 28,23 km². Налази се на средњој надморској висини од n. c. метара (максималној 266 m, а минималној 176 m).

## Демографија
| 1962. | 1968. | 1975. | 1982. | 1990. | 1999. | 2011. |
| ----- | ----- | ----- | ----- | ----- | ----- | ----- |
| 576   | 503   | 460   | 403   | 380   | 439   | 456   |

График промене броја становника у току последњих година